# Saint-Omer (Calvados)
Saint-Omer ist eine französische Gemeinde mit 190 Einwohnern (Stand: 1. Januar 2022) im Département Calvados in der Region Normandie; sie gehört zum Arrondissement Caen und zum Kanton Le Hom.

## Geographie
Saint-Omer liegt 28 Kilometer südlich von Caen im Hügelland der Normannischen Schweiz. Umgeben wird Saint-Omer von den Nachbargemeinden Combray im Norden, Donnay im ordosten und Osten, Pierrefitte-en-Cinglais im Osten und Südosten, La Pommeraye im Südosten und Süden, Le Bô und Le Vey im Süden, Saint-Rémy im Westen und Nordwesten sowie Caumont-sur-Orne im Nordwesten.

## Bevölkerungsentwicklung
| Jahr                       | 1962 | 1968 | 1975 | 1982 | 1990 | 1999 | 2006 | 2013 | 2020 |
| Einwohner                  | 188  | 182  | 184  | 162  | 142  | 157  | 162  | 176  | 109  |
| Quellen: Cassini und INSEE |      |      |      |      |      |      |      |      |      |

## Sehenswürdigkeiten

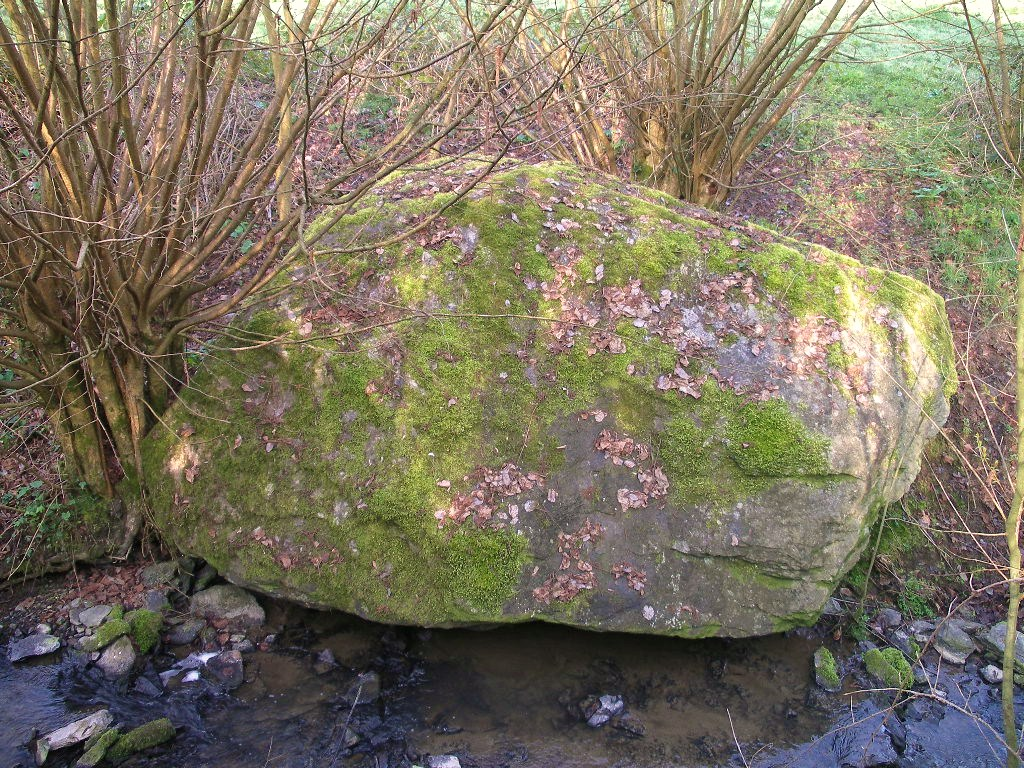
Megalith Le Pré-du-Vivret
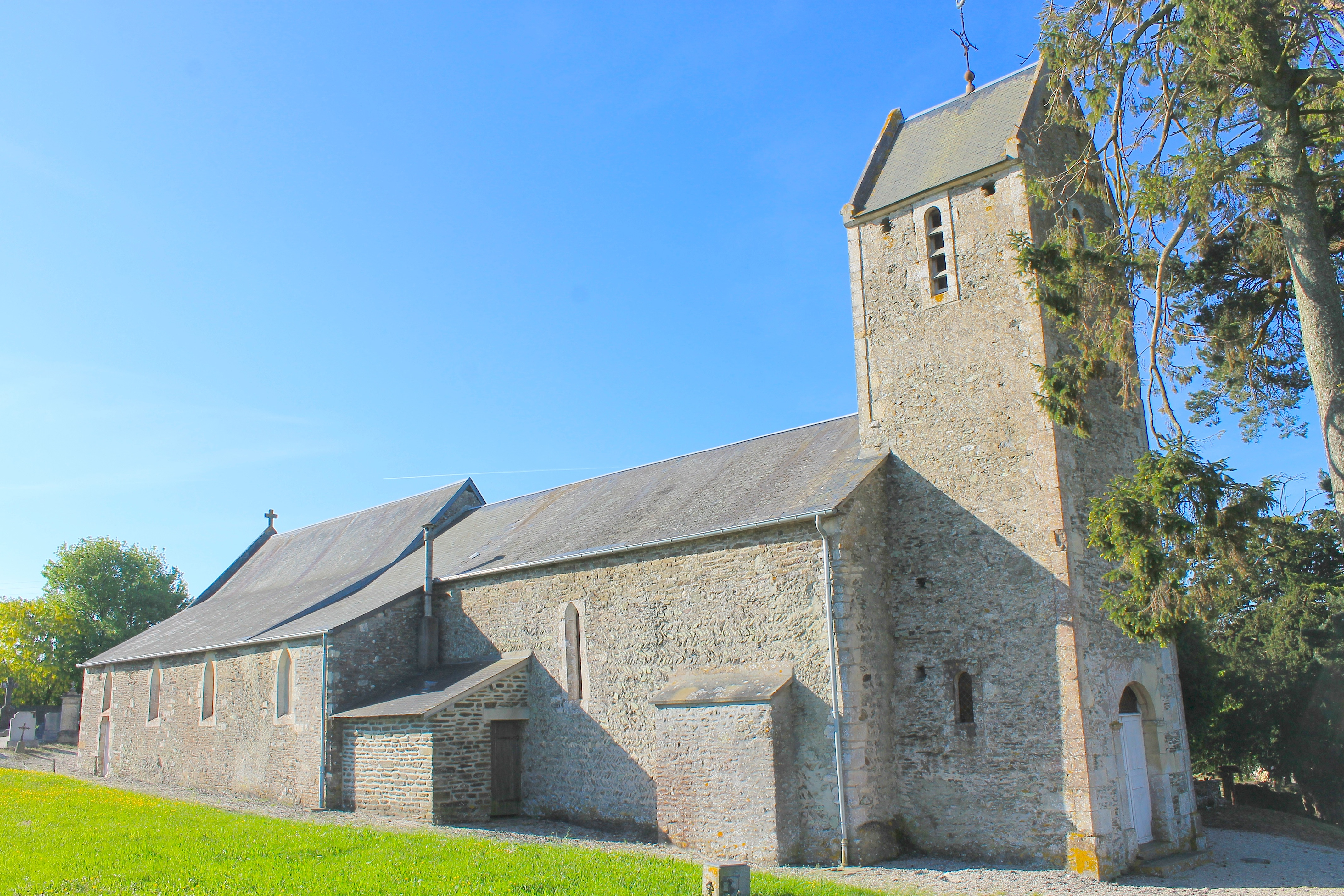
Kirche Saint-Omer
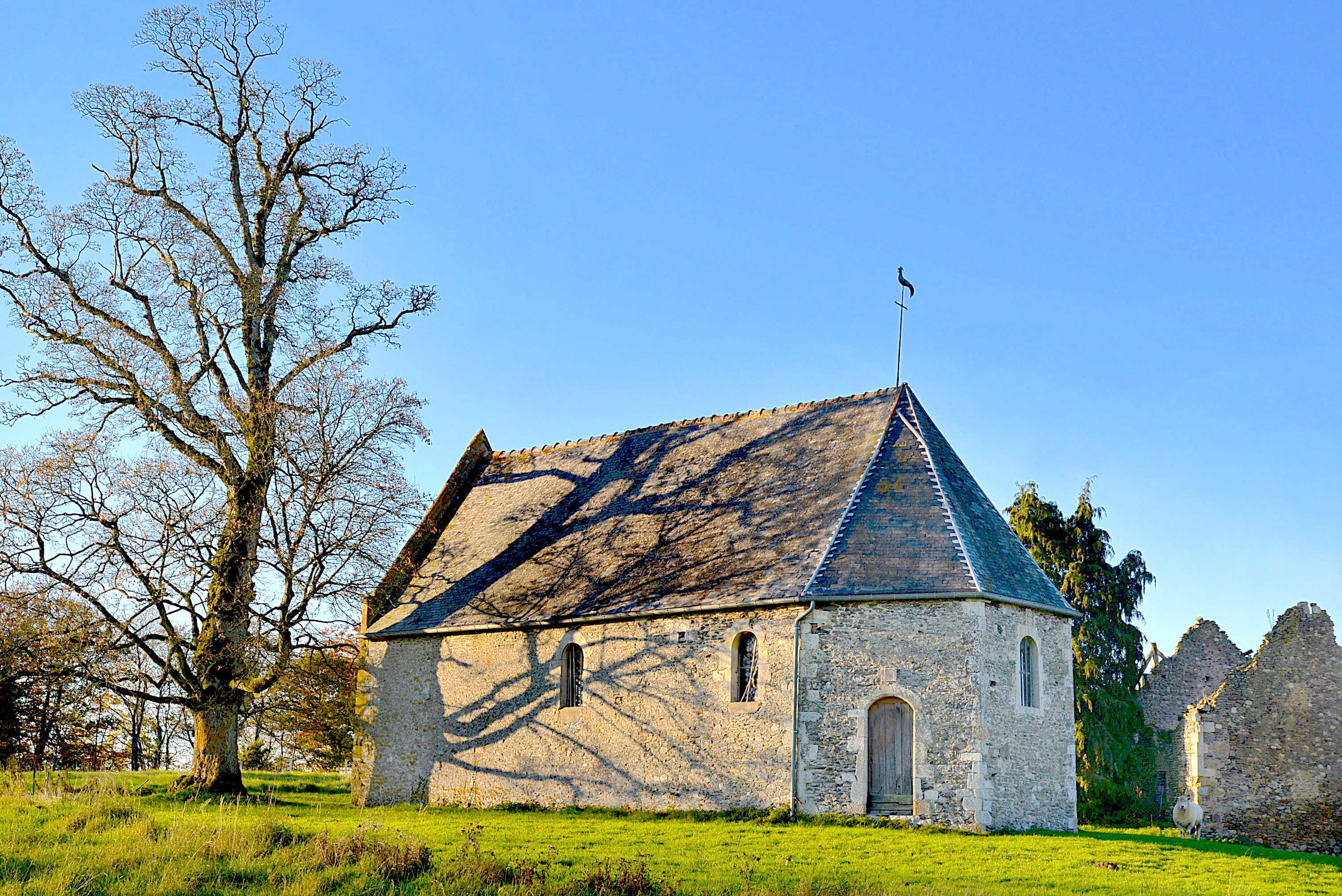
Kapelle Saint-Clair

- Megalith Le Pré-du-Vivret
- Kirche Saint-Omer
- Kapelle Saint-Clair